# Altenmarkt an der Triesting
Altenmarkt an der Triesting är en ort och kommun i Österrike. Den ligger i distriktet Baden i förbundslandet Niederösterreich, 35 kilometer sydväst om huvudstaden Wien. 
Kommunen består av sex orter (Ortschaften) (inom parentes invånarantal 1 januari 2024):

- Altenmarkt an der Triesting (553)
- Klein-Mariazell (219)
- Nöstach (403)
- St. Corona am Schöpfl (331)
- Sulzbach (71)
- Thenneberg (599)